# Jack Tramiel
(Jack Tramiel)
Jack Tramiel (nato secondo alcuni come Idek Tramielski, come Jacek Trzmiel secondo altri) (Łódź, 13 dicembre 1928 – Monte Sereno, 8 aprile 2012) è stato un superstite dell'Olocausto e imprenditore polacco naturalizzato statunitense di origine ebraica.
Nel 1955 ha fondato la Commodore, produttrice di alcuni tra i più famosi home computer della storia dell'informatica quali il VIC-20, il Commodore 64 e la famiglia di computer Amiga. Costretto nel 1984 alle dimissioni dal consiglio di amministrazione della società da lui fondata, avvia la Tramel Technology che acquistò nello stesso anno la divisione home computer di Atari da Warner Communications, creando la Atari Corporation.

## Biografia

### Le origini e la prigionia ad Auschwitz
Figlio di ebrei polacchi, nacque nel 1928 a Łódź in Polonia ma la data di nascita è incerta: alcune fonti riportano essere il 13 dicembre 1928 mentre in un'intervista rilasciata alla rivista tedesca Data Welt nel 1986 lo stesso Tramiel afferma di essere nato nel mese di settembre di quell'anno. Dopo l'invasione tedesca della Polonia nel 1939, Tramiel si trovò a vivere la difficile esperienza dei bambini dell'Olocausto. La sua famiglia fu costretta con la forza a trasferirsi nel ghetto di Łódź, dove lui lavorò in una fabbrica di pantaloni. Nel 1944 la sua famiglia fu mandata nel campo di concentramento di Auschwitz. Fu esaminato da Josef Mengele e scelto per una squadra di lavoro, dopodiché lui e suo padre furono mandati al campo di lavoro di Alum vicino ad Hannover, mentre sua madre restò ad Auschwitz. Il padre venne ritenuto morto di stenti nel campo di lavoro come molti altri, anche se Tramiel in seguito scoprì che fu ucciso con un'iniezione di gasolio, Jack fu poi salvato nell'aprile del 1945 dagli statunitensi.

### Il trasferimento negli USA
Tramiel rimase due anni in Germania, curandosi e lavorando in una cucina delle truppe americane poi, nel novembre del 1947, Tramiel emigrò negli USA dopo essersi unito in matrimonio con Helen Goldgrub, una ragazza che aveva conosciuto durante il periodo di prigionia e che lo seguì in America un po' di tempo dopo. Agli inizi del 1948 si arruolò nell'esercito statunitense: contemporaneamente seguì un corso della IBM dove imparò a riparare strumenti da ufficio, come le macchine da scrivere. Circa quattro anni dopo lasciò l'esercito e si riunì con la moglie che lo aveva nel frattempo raggiunto. Per mantenere la famiglia entrò a lavorare come dipendente in un negozio che riparava macchine da scrivere ma la paga percepita non era molto alta perciò arrotondava facendo il tassista. Nel 1953 comprò con un amico conosciuto durante il periodo trascorso nell'esercito un negozio di riparazioni di macchine da scrivere nel Bronx, chiamato "Singer Trypewriters". Tramiel capì che avrebbe potuto fare più soldi vendendo macchine nuove piuttosto che limitarsi alla riparazione e vendita di quelle usate, perciò iniziò ad importare macchine da scrivere dall'Europa, come le Adler, le Olympia o le italiane Everest.

### La fondazione della Commodore
Nel 1955 decise di trasferirsi in Canada per avere l'esclusiva delle Everest per il Nord-America. Fondò una società che chiamò Commodore Portable Typewriter Company. Scelse la parola "commodore" vedendo una Opel Commodore nel traffico: il nome gli piacque perché aveva affinità con il mondo militare che aveva frequentato anni prima (in inglese commodore significa "commodoro") e gli ispirava autorità; non aveva potuto infatti scegliere altri gradi superiori dell'esercito, come General o Admiral, perché erano già stati presi commercialmente da altre aziende. A Toronto conobbe anche l'agente delle Everest, Erik Markus, un berlinese figlio di Willi Feiler, che produceva le calcolatrici meccaniche Feiler, fabbrica che successivamente acquistò. Grazie alle conoscenze di Markus, Tramiel poté stringere contatti con un produttore cecoslovacco di macchine da scrivere da importare e rivendere a prezzi contenuti. Il Canada aveva però in quel periodo delle leggi che favorivano la produzione sul suolo nazionale: Tramiel si accordò quindi con il produttore per la fornitura dei singoli componenti, che assemblava in macchine finite sul suolo canadese. Gli affari andavano bene e Tramiel decise di allargare la società. Per portare nuovi fondi scelse un finanziatore di nome C. Powell Morgan, capo della Atlantic Acceptance Company. Nel 1962 decise di quotare in borsa la Commodore per recuperare i soldi da restituire al finanziatore: le azioni furono collocate a 2,50 dollari l'una. Nel 1965 la Atlantic fallì e Morgan fu accusato dal governo canadese di frode finanziaria, uso illecito di società di comodo e valori gonfiati di azioni. Tramiel fu sospettato di complicità ma non fu mai incriminato per tali reati. Per salvare l'azienda, Tramiel decise nel 1966 di cedere il 17% della Commodore a un nuovo investitore, Irving Gould; l'operazione portò nelle casse della società 400.000 dollari.
Alla fine degli anni sessanta i giapponesi cominciarono a costruire calcolatrici meccaniche a basso costo, portando via fette di mercato alla Commodore. Gould convinse Tramiel ad un viaggio direttamente in Giappone per trovare il modo di competere con loro ma, durante la sua visita, vide che i costruttori asiatici stavano spostando il proprio interesse verso le calcolatrici elettroniche e che, quindi, le calcolatrici meccaniche avevano ormai fatto il loro tempo.

### Le calcolatrici elettroniche
Al rientro dal viaggio in Giappone, Tramiel decise di iniziare a lavorare anch'egli sulle calcolatrici elettroniche ed agli inizi degli anni settanta la Commodore diventò un grande produttore di calcolatrici basate sui chip di Texas Instruments. Quest'ultima nel 1975 entrò nel mercato delle calcolatrici a basso prezzo, tagliando fuori molti concorrenti, compresa la società di Tramiel, che vide precipitare i suoi utili passando dai 60 milioni di dollari dei precedenti anni ai 5 milioni di perdita di quell'anno.
Essendo essenzialmente un assemblatore, la Commodore non poteva competere con i prezzi praticati da chi, come la Texas Instruments, produceva in proprio buona parte dei componenti delle calcolatrici. Aprì una filiale nella Silicon Valley, dove erano presenti le sedi di molti fabbricanti di componenti elettronici, e si mise quindi alla ricerca di un produttore di chip, grazie anche alla nuova iniezione di fondi di Gould, che versò nelle casse della Commodore 3 milioni di dollari. La scelta ricadde su MOS Technology, una piccola compagnia della Pennsylvania che versava in problemi finanziari. MOS fu acquistata nell'ottobre del 1976 per 800.000 dollari, diventando parte della Commodore. Furono acquistate anche la Frontier, un produttore di chip CMOS di Los Angeles, e MDSA, un produttore di display LCD.

### L'incontro con Chuck Peddle e gli home computer
MOS Technology nel 1974 aveva prodotto l'anno precedente il MOS KIM-1, una scheda madre utilizzata dagli ingegneri della società per aiutare gli sviluppatori che utilizzavano il chip MOS 6502, progettato da Chuck Peddle. Questo prototipo di computer, venduto a 245 dollari, aveva però riscosso un successo superiore alle aspettative, venendo comprato anche da semplici amatori; tuttavia Peddle convinse Tramiel che le calcolatrici erano prodotti che avevano fatto il loro tempo e che i computer avrebbero preso il loro posto, quest'ultimo vide le potenzialità di questo nuovo mercato e incaricò Peddle della realizzazione di un home computer derivante dal KIM-1. Peddle studiò quindi una macchina basata su quel prototipo, a cui aggiunse un chip video per la visualizzazione dei dati su monitor, 4 KB di RAM, un interprete BASIC della Microsoft, ed assemblò il tutto in un case che includeva lo stesso monitor, una tastiera ed una unità a nastro magnetico. Per terminarne lo sviluppo Tramiel lanciò una campagna pubblicitaria di prevendita su diverse riviste in cui il computer era venduto a 599 dollari, spedito entro 6 settimane. La raccoltà portò nelle casse della società circa 3 milioni di dollari, con i quali fu portato a termine il Commodore PET.
La nuova macchina chiamata "Commodore PET" fu presentata a gennaio del 1977 nella catena di negozi Radio Shack, nella previsione che fosse venduta anche lì, e poi alle successive fiere West Coast Computer Faire e Chicago Consumer Electronics Show ed anche all'Hannover Messe in Germania. In quell'anno furono presentati anche altri home computer quali l'Apple II e il TRS-80, ma la Commodore ebbe il considerevole vantaggio di riuscire a distribuire il PET a livello mondiale nel giro di pochi mesi. Il PET fu un successo soprattutto in ambito didattico grazie al fatto che incorporava tutto il necessario per funzionare: una tastiera per immettere i dati, un monitor per vedere i risultati, un registratore per salvare i programmi. Nonostante i prezzi calassero, il PET iniziò presto a soffrire della concorrenza, come l'Apple II o l'Atari 800, che utilizzavano uno schermo a colori potevano addirittura essere collegati ad un comune televisore come sostituto economico di un monitor dedicato. La Commodore rispose nel 1980 presentando il Commodore VIC-20, un computer dotato di un nuovo chip grafico con un supporto elementare ai colori che ebbe un grande successo. Nel 1982 nacque il Commodore 64 e due anni dopo nel 1984 i ricavi delle sue vendite superarono il miliardo di dollari.
Fu durante quel periodo che Tramiel coniò la sua famosa frase "Dobbiamo costruire computer per le masse, non per le classi". In questo periodo ingaggiò una dura guerra dei prezzi con la Texas Instruments, presente nel mercato dei computer col TI99; come risultato il prezzo del Commodore 64 scese di prezzo da 595 a 199 dollari; intanto i profitti calarono per tutti, ma molti produttori lasciarono il mercato mentre molti dei piccoli fallirono completamente.

### L'abbandono della Commodore e l'Atari Corporation
Anche la Commodore fu vittima della crisi che aveva essa stessa generata: gli attriti fra Gould e Tramiel portarono quest'ultimo a lasciare la società il 13 gennaio 1984, ufficialmente per motivi personali, e a fondare una propria società, la Tramel Technology, Ltd., con l'intento di rimanere nel mercato dei computer. La società fu chiamata "Tramel" (senza la "i") per evitare che il nome della sua società fosse letto male così come veniva fatto del suo nome (in inglese Tra-meal invece che Tra-miel). Il 3 luglio di quell'anno Tramiel usò le proprie risorse personali per acquistare da Warner Communications la Atari, a esclusione della divisione dei videogiochi, che diventò Atari Games, complice anche la crisi dei videogiochi del 1983. La nuova società venne chiamata Atari Corporation, e Tramiel tentò di trasformarla in una "nuova Commodore", e decise come quasi tutte le società di ignorare il mercato dei videogiochi: ciò si rivelò alla lunga un errore dato che da lì a poco quel settore rifiorì, grazie anche all'arrivo del Nintendo Entertainment System sul mercato statunitense.
Tramiel si interessò anche ad Amiga Inc., una piccola società che stava sviluppando il prototipo di un nuovo computer. Atari, quando ancora era controllata dalla Warner, aveva prestato 1 milione di dollari ad Amiga Inc., che aveva bisogno di fondi per continuare lo sviluppo del proprio sistema, nella speranza di poter avere un contratto di esclusiva per la commercializzazione del nuovo hardware. Prima dello scadere del periodo entro il quale il prestito doveva essere restituito, Tramiel intuì che Amiga Inc. non avrebbe potuto rispettare la scadenza, e decise di offrire 98 centesimi di dollaro per azione per acquisire l'azienda. Questa offerta fece infuriare i vertici di Amiga Inc., che contattarono la Commodore per cercare di ottenere qualcosa di più. A due giorni dalla scadenza del prestito la Commodore trattò con Amiga Inc. per 4,25 dollari ad azione più un prestito di 1 milione di dollari per permettere alla società di restituire i fondi ad Atari, il tutto con la promessa che la Commodore avrebbe poi rilevato Amiga Inc.
Tramiel, perso il progetto Amiga, decise di terminare lo sviluppo del nuovo computer a cui gli ingegneri Atari stavano già lavorando prima del passaggio alla Tramel, che fu presentato nel 1985 come Atari ST, il cui principale concorrente fu il Commodore Amiga. Alla fine degli anni ottanta Tramiel cedette la poltrona di presidenza di Atari a suo figlio Sam ma questi, nel 1995, ebbe un attacco di cuore e Tramiel fu costretto a tornare al timone della società.

### Gli ultimi anni e la morte
Nel 1996 Tramiel decise di vendere la società alla JT Storage, nel cui consiglio di amministrazione confluì più tardi lo stesso Tramiel. La nuova società non versava in buone acque e nel 1998 fu costretta a vendere ad Hasbro Interactive la proprietà intellettuale di Atari Corporation per 5 milioni di dollari. Questa cifra, seppur notevole, non servì a salvare la JT Storage dalla bancarotta: nel 1999 la società fallì definitivamente.
Ritiratosi a vita privata presso la sua abitazione a Monte Sereno, California, Jack Tramiel morì a 83 anni domenica 8 aprile 2012 presso lo Stanford Hospital di Palo Alto, California, per una crisi cardiaca.